# Аберда, Николай Николаевич
Николай Николаевич Аберда, Айбердов, Эберда  (ок. 1807 — после 1850) — русский гравёр на меди калмыцкого происхождения.
С 1813 года обучался в Академии художеств на средства графа Н. П. Румянцева; с 1819 года — в гравировальном классе профессора Н. И. Уткина, одноклассник Ф. И. Иордана. 23 декабря 1823 года получил на экзамене 2-ю серебряную медаль за рисунок с натуры.
После окончания обучения в 1824 году преподавал рисование в гатчинском сиротском и женских институтах. С 1834 года был преподавателем в Новгородском (позже — Нижегородском) кадетском корпусе.

## Известные работы
- Литографированный портрет графа Н. П. Румянцева (находился в собрании А. Ф. Аделунга)[8]
- Гравюра «Пейзаж» (принадлежал Д. А. Ровинскому)